# Il caso di Lizzie Borden
Il caso di Lizzie Borden (Lizzie Borden Took an Axe) è un film del 2014 diretto da Nick Gomez e interpretato da Christina Ricci. Il film è ispirato a fatti realmente accaduti nel 1892 in una cittadina del Massachusetts, che interessarono da vicino la trentaduenne Lizzie Borden.

## Trama
Il film racconta la storia di Lizzie Borden, che nel 1892 in una cittadina del Massachusetts uccise suo padre, la sua matrigna e sua sorella a colpi d'ascia.